# Повелители терний
Повелители терний (яп. いばらの王 Ибара но о:) — манга Юдзи Ивахары, вышедшая в 2002 году. В 2009 году также вышла аниме-адаптация манги. По признанию автора, некоторые шаблоны, использовавшиеся в манге, были скопированы из фильмов. Права на публикацию манги в России приобрело издательство Истари комикс.

## Сюжет
По Земле распространяется вирус «Медуза» (яп. メドゥーサ Мэду:са). При условии, что зараженный им человек обладает достаточной силой воображения, концентрация вируса достаточно высока и есть доступ к достаточному количеству энергии, данный вирус отделяется от тела больного и воплощает его фантазии в реальность. Однако, рассеявшись по планете, вирус ослаб и уже не может поразить человека с достаточной силой воображения. Поэтому через шесть недель после заражения он просто превращает больного в камень. Лекарства от данной болезни не существует. Но некий магнат создал центр гибернации, в котором 160 больных могут спать в криогенных капсулах, дожидаясь создания вакцины. Одной из этих 160 больных становится главная героиня, Касуми Исики. Пробудившись, больные обнаруживают, что в центре выросло множество покрытых шипами лиан, а по зданию разгуливают разнообразные монстры, порожденные «Медузой».
Как выясняется, на самом деле центр гибернации был создан сектой «Врата Венеры», с целью взять под контроль мощь «Медузы». Однако, её технологиями завладел хакер Зевс и использовал полученную мощь для создания монстров, атакующих планету. Для контроля над этой мощью ему требуется сохранить жизнь Касуми, поэтому часть пациентов была запрограммирована во сне на её защиту.

## Персонажи
Касуми Исики (яп. カスミ・イシキ Касуми Исики) — главная героиня. Спокойная и скромная, в прошлом всегда была неразлучна со своей сестрой-близнецом Сидзуку. Они вместе заразились Медузой, однако, место в криогенной капсуле досталось только Касуми. Не желая покидать сестру, она пыталась совершить самоубийство, а позднее — уговорить сестру вместе спрыгнуть со скалы. В возникшей потасовке Сидзуку случайно сбросила Касуми со скалы, и таким образом убила. В манге же появляется копия, созданная силой вируса Медузы, заключенного в Сидзуку и наделенная памятью покойной. Так как её жизнь важна для контроля над Сидзуку, все выжившие запрограммированы на её защиту. Сэйю: Кана Ханадзава
Сидзуку Исики (яп. シズク・イシキ Сидзуку Исики) — сестра Касуми. В противоположность своей сестре, всегда весела и общительна. В прошлом она случайно убила свою сестру и, не желая принять её смерть, силой Медузы сотворила её копию. Сама она впоследствии переродилась в огромного монстра, и её сила была использована Зевсом для создания множества монстров, атаковавших планету. Сэйю: Эри Сэндай
Марко Оуэн (яп. マルコ・オーエン Маруко О:эн) — главный герой. В прошлом Зевс подставил его, после чего Марко поставил своей целью превзойти и победить его. Благодаря этому стремлению он не только первоклассный хакер, но также обладает немалой физической силой. В числе 160 больных, появляется в роли правительственного шпиона и на самом деле не поражён «Медузой». Сэйю: Тосиюки Морикава
Зевс (яп. ゼウス Дзэусу) — главный антагонист манги. Гениальный хакер и главный враг Марко, пытающийся поработить планету с помощью вируса Медузы. Своё физическое тело он покинул сразу после начала атаки планеты и переселился в сеть, созданную Медузой. Однако, сохранил возможность появляться перед персонажами в виде голограммы. Будучи по сути компьютерной программой, в итоге он был взломан и уничтожен Марко.
Алиса (яп. アリス Арису) — русская девочка, ставшая первой, кто выжил после контакта с Медузой. Она страдала раздвоением личности, что позволило Медузе принять форму воображаемого друга Алисы. Энергию же Медуза получила, съев голову северного оленя. Однако, Алиса сожгла созданное ею существо. Из-за неудачного эксперимента по контролю Медузы, Алиса потеряла нижнюю часть тела и одно легкое, и теперь её тело может перемещаться только посредством огромного стража-игрушки. Несмотря на физическое увечье тела, дух Алисы может свободно перемещаться по комплексу. Но, являясь по сути призраком, не может взаимодействовать с физическими телами, и поэтому ничем не может помочь персонажам. Сэйю: Мисаки Куно
Катрин Тёрнер (яп. キャサリン・ターナー Кясарин Та:на:) — одна из 160 больных, погруженных в анабиоз. В прошлом страдала алкоголизмом, за что была лишена родительских прав. Страдая чувством вины перед своим сыном, она стала опекать оказавшегося среди выживших мальчика Тима. В итоге она переродилась с помощью Медузы в огромную птицу-стража, охраняющую его. Сэйю: Саяка Охара